# Кафедральный собор Скары
Кафедральный собор Скары (швед. Skara domkyrka) — главная церковь диоцеза Скары, возведённая в XI в. 

## История
Первоначально собор, вероятно, был деревянным. Позднее он был перестроен в романском стиле в камне и освящен в 1150 г. С того времени сохранилась часть скульптурных украшений.
В XIII в. в соборе были возведены хоры раннеготического стиля. В XIV столетии началась перестройка главного здания церкви, в ходе которой его центральная часть выросла вверх, приобретя позднеготические черты. Собор неоднократно горел. Пожары в нём происходили в конце XIV в., в 1566 и 1719 гг. 
Южное крыло храма украшает фронтон в стиле барокко, датирующийся 1764—1765 гг. 
В 1886—1894 гг. была проведена широкомасштабная реставрация собора. Одновременно он был перестроен в готическом стиле. Работы проводились по чертежам архитектора Хельго Сеттервалля. Новая реставрация собора Скары была проведена в 1947—1949 гг. под руководством Ивара Тенгбума.